# Identifikační karta

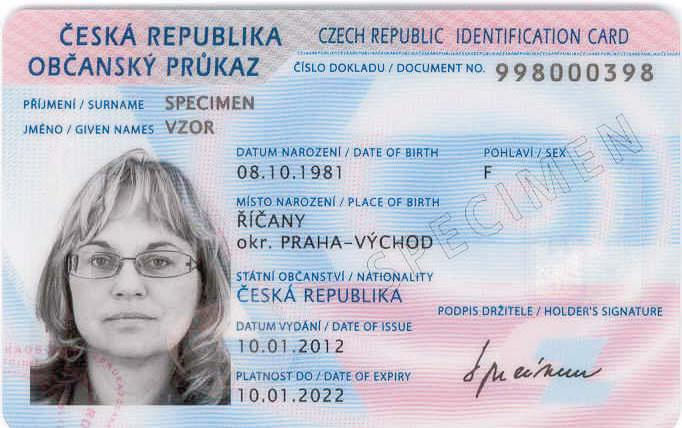
Evropská/česká identifikační karta (občanský průkaz)

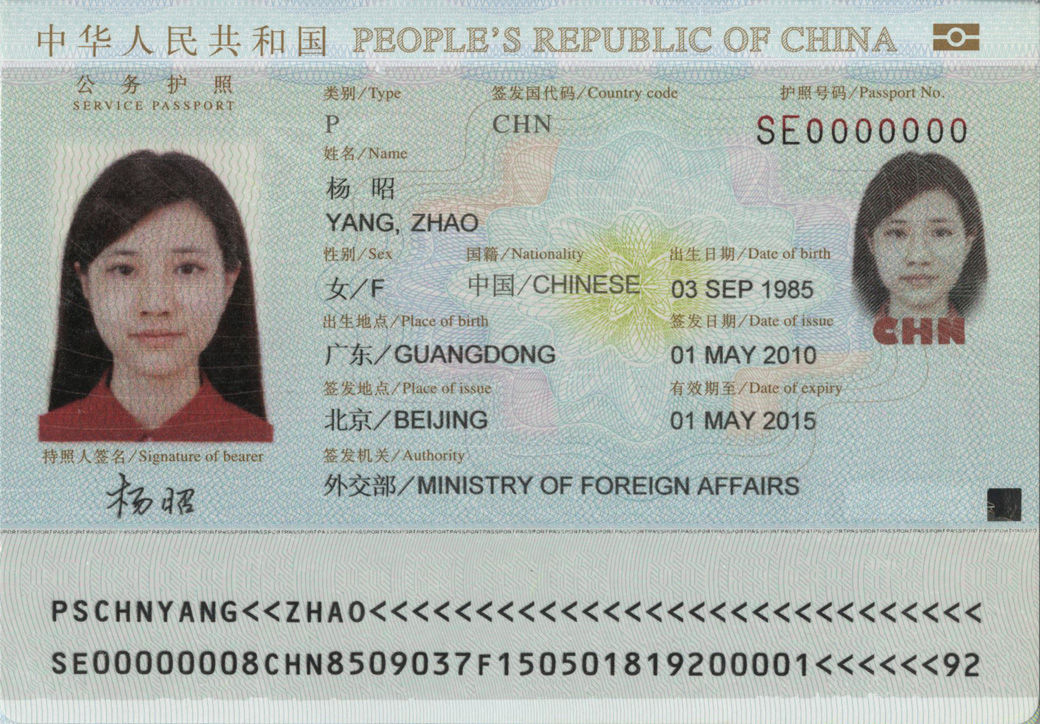
Čínský cestovní e-pas

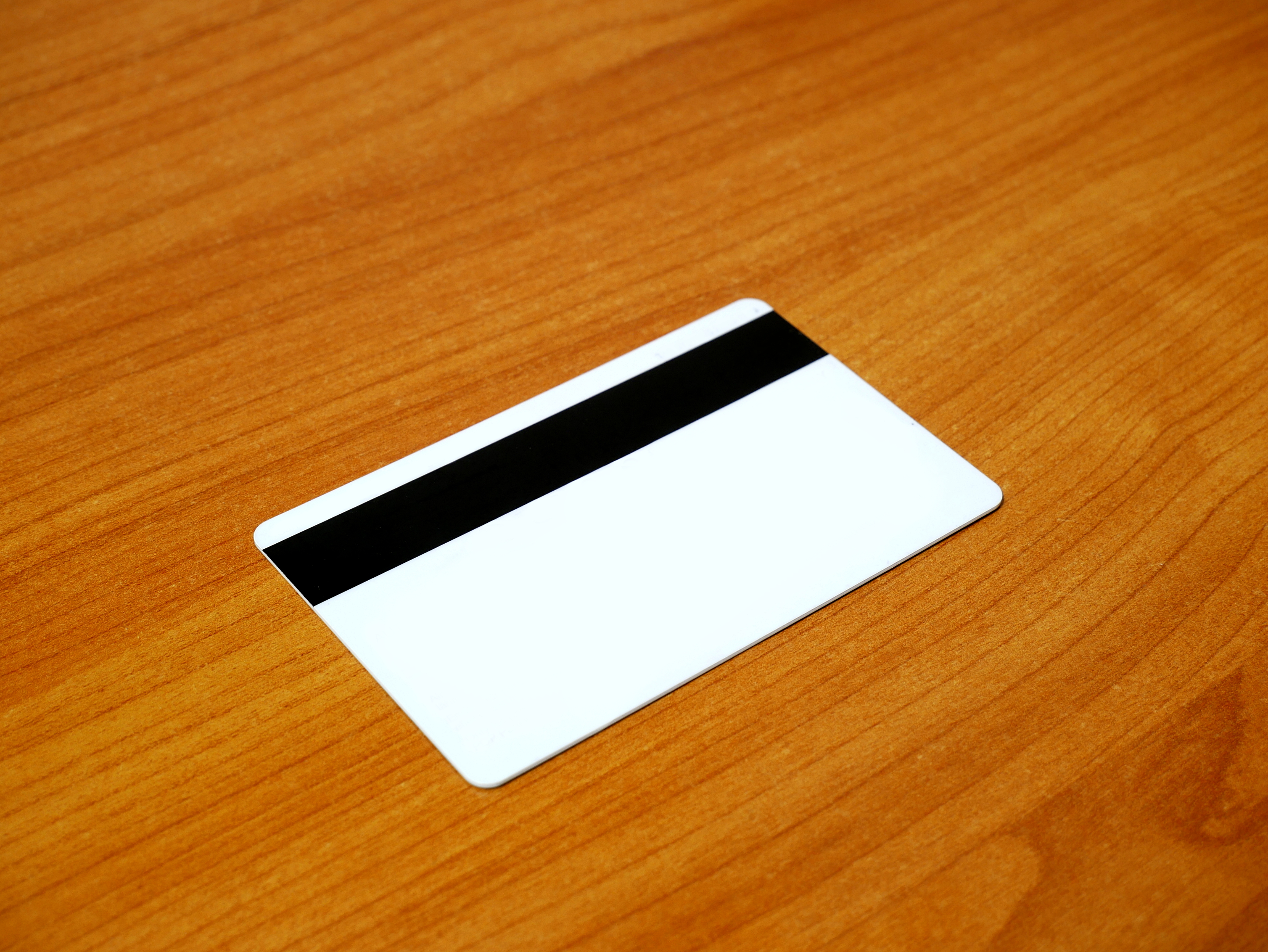
Nevyplněná zadní strana platební karty s magnetickým proužkem

Evropský zdravotní průkaz

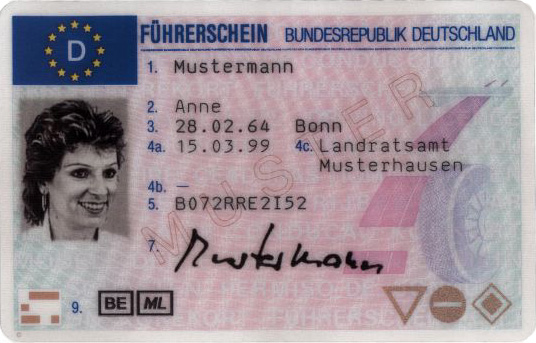
Evropský řidičský průkaz

Identifikační karta (ID karta) identifikuje svého držitele i vydavatele a může obsahovat data požadovaná jako vstup pro předpokládané používání karty a
pro související transakce .

## Příklady použití ID karet
- národní identifikační dokument – průkaz totožnosti (Občanský průkaz,[2])
- cestovní dokument (Cestovní pas občana EU, ))
- přístup k finanční službám (Platební karta)

## Přístup držitele ID karty k službám
- zdravotní péče (zdravotní karta občana EU)
- telekomunikace
- veřejná doprava
- školní jídelna
- veřejné knihovny
- přístup do objektu (vstup na pracoviště, do garáže atp)

## Technologie ID karet
- reliéfní znaky [3] (embosované karty; starší typy čtenářských karet; hrazení paliva atp.)
- magnetický proužek
- optická paměť [4] (lineární optický záznam resp. holografický záznam; zdravotní záznamy)
- integrované obvody [5](s pamětí, s integrovanými obvody; Čipová karta)

## Normy ISO/IEC související s ID kartami
- ČSN ISO/IEC 7810, Identifikační karty – Fyzikální charakteristiky
- ČSN ISO/IEC 7811, Identifikační karty – Záznamová technika
- ČSN ISO/IEC 7812, Identifikační karty – Identifikace vydavatelů karet
- ČSN ISO/IEC 7813, Identifikační karty – Karty pro finanční transakce
- ČSN ISO/IEC 7816, Identifikační karty – Karty s integrovanými obvody
- ČSN ISO/IEC 11693, Identifikační karty – Optické paměťové karty
- ČSN P CEN/TS 15480, Systémy s identifikačními kartami – Evropská občanská karta
- ISO/IEC 11695, Identification cards – Optical memory cards – Holographic recording method

## Formát ID karet (mm)
- ID-1 — 85,6 x 53,98 x 0,76
- ID-2 — 105 x 74 x 0,76
- ID-3 — 125 x 88 x 0,76
- ID-000 — 25 x 15 x 0,76